# Some Great Videos
Some Great Videos — сборник музыкальных видеоклипов британской группы Depeche Mode, вышедший в 1985 году.

## О сборнике
Сборник содержит десять музыкальных видео, снятых режиссёрами Клайвом Ричардсоном и Питером Кэром. В плане подборки клипов и оформления обложки он соответствует музыкальному сборнику The Singles 81→85 (за исключением факта отсутствия на видеоальбоме клипов на песни с альбома A Broken Frame).
Это первый сборник видеоклипов Depeche Mode. Содержит первое музыкальное видео группы — «Just Can’t Get Enough», и все клипы, начиная с «Everything Counts» 1983 года, и заканчивая «It’s Called a Heart» 1985-го. В качестве бонуса на сборнике представлено «живое» видео с песней «Photographic» (видеоклипа на эту песню не снималось).
Все песни написаны Мартином Гором, за исключением «Just Can’t Get Enough» и «Photographic», которые были написаны Винсом Кларком, которого в группе позднее заменил Алан Уайлдер.
Несмотря на то, что был снят клип на сингл-версию песни «People Are People», выпускающий лейбл решил использовать для клипа версию «Different Mix». Оригинальная версия видео никогда публично не издавалась до DVD-версии музыкального сборника 2006 года The Best Of, Volume 1.
«Photographic» была взята с концертного видеоальбома The World We Live In and Live in Hamburg, вышедшего в том же году.
Режиссёр всех видео — Клайв Ричардсон, за исключением «Shake the Disease» и «It’s Called a Heart», режиссёр которых — Питер Кэр. Ни один из видеоклипов, снятых режиссёром Джулиеном Темплом («See You», «The Meaning of Love» и «Leave in Silence»), не был включён в этот сборник. Хотя клип на песню «Get the Balance Right!» снял не Темпл, он также не был включён в состав релиза, поскольку также не сильно нравился группе.
В 1998 году, при переиздании, для соответствия названию сборника видеоклипов The Videos 86>98, название релиза было изменено на Some Great Videos 81>85. Треклист переиздания соответствует оригинальной британской версии, но дизайн релиза изменён на соответствующий переизданию музыкального сборника The Singles 81>85.

## Списки видео
| VHS Virgin / VVD193 1. «Just Can’t Get Enough» 2. «Everything Counts» 3. «Love, in Itself» 4. «People Are People» (Different Mix) 5. «Master and Servant» 6. «Blasphemous Rumours» 7. «Somebody» 8. «Shake the Disease» 9. «It’s Called a Heart» 10. «Photographic» (Live) | VHS Sire / 38124-3 1. «Just Can’t Get Enough» 2. «Everything Counts» 3. «Love, in Itself» 4. «People Are People» (Different Mix) 5. «Master and Servant» 6. «Blasphemous Rumours» 7. «Somebody» 8. «Shake the Disease» 9. «It’s Called a Heart» 10. «Photographic» (Live) 11. «A Question of Lust» | LD (CLV) Sire / 38124-6 1. «Just Can’t Get Enough» 2. «Everything Counts» 3. «Love, in Itself» 4. «People Are People» (версия 12") 5. «Master and Servant» 6. «Blasphemous Rumours» 7. «Somebody» 8. «Shake the Disease» 9. «It’s Called a Heart» 10. «Photographic» (Live) 11. «A Question of Lust» |

 VHS Mute Film / MF034
- Переиздан в 1998 году под названием Some Great Videos 81>85 для соответствия с названием релиза The Videos 86>98. Содержит те же треки, что и релиз 1985 года.